# Filip Đuričić
Filip Đuričić (Kirin Serbia: Филип Ђуричић; sinh ngày 30 tháng 1 năm 1992) là một cầu thủ bóng đá chuyên nghiệp người Serbia thi đấu ở vị trí tiền vệ cho câu lạc bộ Panathinaikos tại Super League Greece và đội tuyển quốc gia Serbia.